# Felipe Carlos de Erbach-Fürstenau
El Conde Felipe Carlos de Erbach-Fürstenau (14 de septiembre de 1677 - 2 de junio de 1736) fue un miembro de la alemana Casa de Erbach quien sostuvo los feudos de Fürstenau, Michelstadt y Breuberg.
Nacido en Schönberg, era el tercer vástago y segundo hijo varón (aunque el mayor sobreviviente) del Conde Jorge Alberto II de Erbach-Fürstenau y Ana Dorotea Cristina, una hija del Conde Felipe Godofredo de Hohenlohe-Waldenburg.

## Biografía
Como varios otros miembros de su familia, Felipe Carlos siguió una carrera militar, y fue nombrado general mayor del Círculo de Franconia.
Después de la muerte de su padre en 1717, gobernó conjuntamente con sus hermanos sobre toda su herencia, aunque logró mantener el único gobierno sobre él. En 1718 se convirtió en Señor soberano de Breuberg.
Felipe Carlos murió en Fürstenau a la edad de 58 años y fue enterrado en Michelstadt.
Se casó con Carlota Amalia de Kunowitz y tuvo descendencia:
- Condesa Carolina de Erbach-Fürstenau (1700-1758), casada con el Duque Ernesto Federico II de Sajonia-Hildburghausen.

- Datos: Q11921740